# سلافا راشكاي
كانت سلافا راشكاي (2 يناير 1877-29 مارس 1906) رسامة كرواتية، وأعظم فناني الألوان المائية الكرواتيين في أواخر القرن التاسع عشر وأوائل القرن العشرين. كانت راشكاي صماء منذ ولادتها، وتلقت تعليمها في فيينا وزغرب، حيث كان معلمها الرسام الكرواتي الشهير بيلا تشيكوس سيسيا. عُرضت أعمالها في تسعينات القرن التاسع عشر في جميع أنحاء أوروبا، بما في ذلك معرض إكسبو 1900 في باريس. شُخّصَت راشكاي في العشرينيات من عمرها بالاكتئاب الحاد، ووُضِعَت في المستشفى خلال السنوات الثلاث الأخيرة من حياتها قبل وفاتها في عام 1906 بسبب مرض السل في زغرب. تغاضى مؤرخو الفن في العقود التالية عن أعمالها، ولكن الاهتمام بها تجدد في أواخر تسعينات القرن العشرين وأوائل الألفينات.

## الإرث

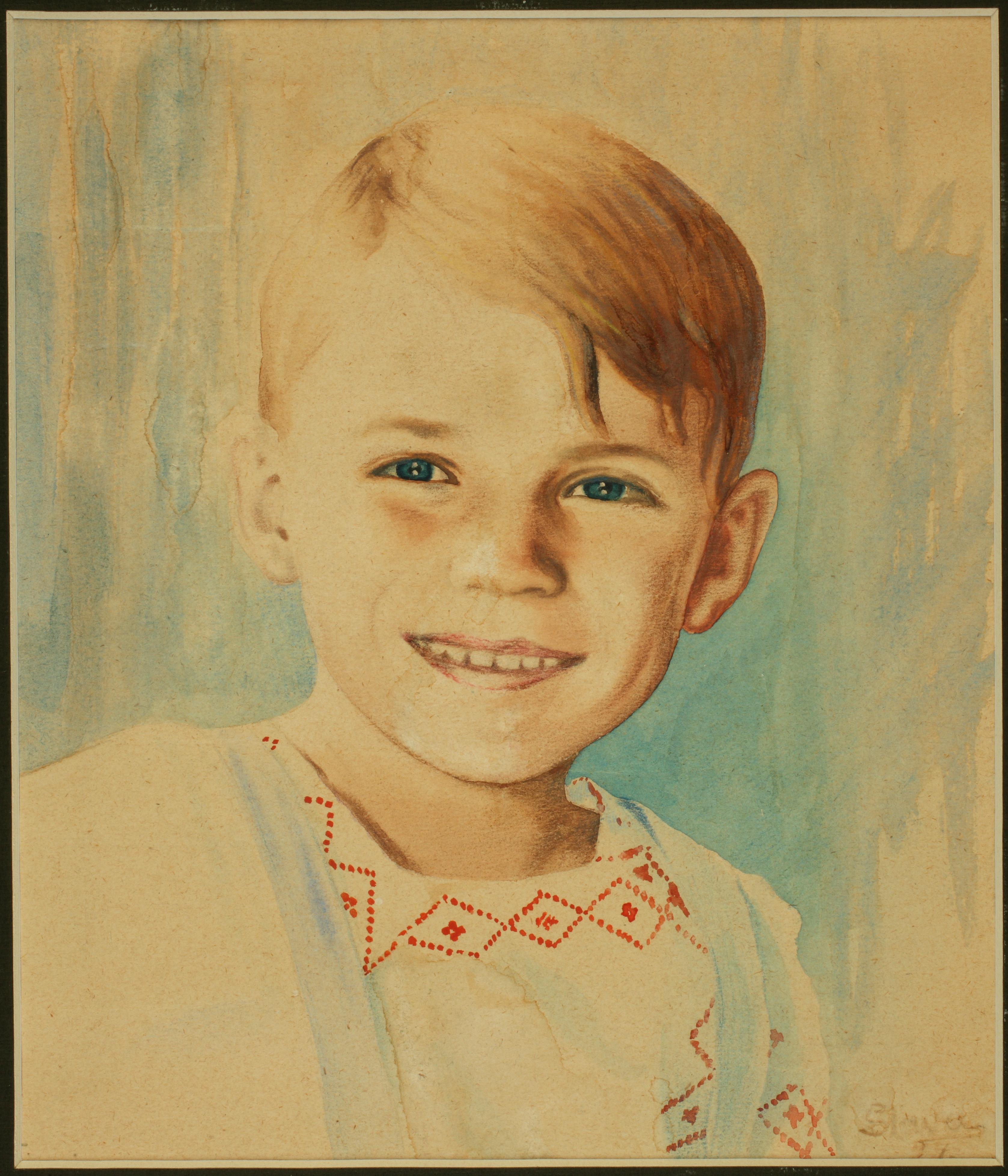
سلافا راشكاي الصغيرة

أقيم المعرض الأول المخصص لعمل راشكاي في عام 1957 في زغرب، وتُعد رسوماتها المائية الانطباعية التي أُنجزت بعد عام 1900 من أفضل الأعمال الفنية الكرواتية.
أُنتِج فيلم كرواتي عن علاقتها المثيرة للجدل مع سيسيا بعنوان 100 دقيقة من المجد من إخراج داليبور ماتانيتش في عام 2004، وافتتح معرض استعادي كبير يضم 185 من أعمالها في معرض كلوفيتشفي دفوري في زغرب بين مايو وأغسطس 2008.
أصدر البنك الوطني الكرواتي عملة تذكارية فضية تصور سلافا راشكاي في ديسمبر 2000، إلى جانب كاتبة الأطفال إيفانا بيرليتش ماجورانيتش والنبيلة كاتارينا زرينسكا من القرن السابع عشر، وذلك ضمن سلسلة النساء الكرواتيات الشهيرات.
يتخصص مركز سلافا راشكاي التعليمي في زغرب في التعليم العملي والمهني الشامل للطلاب الصم والمصابين باضطراب التواصل.